# Bibliographie sur l'extrême gauche
Vous pouvez aider à l'améliorer ou bien discuter des problèmes sur sa page de discussion.
- Il contient une ou plusieurs listes. Le texte gagnerait à être rédigé sous la forme d’un ou plusieurs paragraphes synthétiques, afin d’être plus agréable à lire. (Marqué depuis novembre 2022)
- Son texte doit être wikifié : il ne correspond pas à la mise en forme Wikipédia (style, typographie, liens internes, liens entre les wikis, etc.). (Marqué depuis novembre 2022)
- Son introduction est soit absente, soit non conforme aux conventions de Wikipédia. (Marqué depuis novembre 2022)

## Ouvrages généraux
- Aurélien Dubuisson, Hugo Melchior, Paolo Stuppia, L'extrême gauche en France. De l'entre-deux-guerres à nos jours, Clermont-Ferrand, PUBP, 2019.
- Michel Biard (dir.), Bernard Gainot (dir.), Paul Pasteur (dir.) et Pierre Serna (dir.), « Extrême » ? : Identités partisanes et stigmatisation des gauches en Europe (XVIIIe – XXe siècles), Rennes, Presses universitaires de Rennes, coll. « Histoire », 2012, 371 p. (ISBN 978-2-7535-1799-8)
- Michel Winock, La Gauche en France, Éditions Perrin, Paris, 2006.
- Henri Weber, La Gauche expliquée à mes filles, Éditions du Seuil, Paris, 2000.
- Nicolas Sauger, « Le clivage gauche-droite : quelles réalités ? », Cahiers français numéro 350, La Documentation française, 2009.
- Hélène Hatzfeld (dir.), Dictionnaire de la gauche, Paris, Larousse, « À présent », 2007.
- Mathias Bernard et Éric Bonhomme, Les Gauches en France depuis 1945, coll. Histoire de Notre Temps, CRDP d'Aquitaine, 2011.
- Jean Maitron (dir.), Dictionnaire biographique du mouvement ouvrier français, Éditions de l'Atelier, cédérom, 1997
- Jacques Julliard, Les Gauches françaises. 1762-2012 : Histoire, politique et imaginaire, Flammarion, 2012
- Christine Pina, L’extrême gauche. Définition(s) et diversité des positionnements politiques, Grande Europe no 16, janvier 2010, La Documentation française, texte intégral.
- Ross (trad. Anne-Laure Vignaux), Mai 68 et ses vies ultérieures : Comment l’histoire officielle a déformé la réalité et la portée des événements de 1968 [« May ’68 and its Afterlives »], Paris, Agone/ Le Monde diplomatique, coll. « Éléments », 2010 (1re éd. 2005), 375 p. (ISBN 978-2-8048-0020-8 et 978-2-74890132-0, lire en ligne).

## Socialisme
- Michel Winock, Le Socialisme en France et en Europe : XIXe – XXe siècle, Seuil, 1992, 426 p. (ISBN 978-2-02-014658-6)
- Gilles Candar, Le Socialisme, Milan, coll. « Les essentiels », 1996 (ISBN 978-2-84113-462-5)
- Jacques Droz (directeur), Histoire générale du socialisme, tome 1 : des origines à 1875, Presses universitaires de France, 1972, 658 p. (ISBN 978-2-13-036150-3)
- Jacques Droz (directeur), Histoire générale du socialisme, tome 2 : de 1875 à 1918, Presses universitaires de France, 1974 (ISBN 978-2-13-036369-9)
- Jacques Droz (directeur), Histoire générale du socialisme, tome 3 : de 1918 à 1945, Presses universitaires de France, 1977 (ISBN 978-2-13-034875-7)
- Jacques Droz (directeur), Histoire générale du socialisme, tome 4 : de 1945 à nos jours, Presses universitaires de France, 1978, 705 p. (ISBN 978-2-13-035368-3)
- Michel Dreyfus, L'Europe des socialistes, Complexe, 1991, 349 p. (ISBN 978-2-87027-405-7, lire en ligne)

## Communisme
- (all) Karl Marx et Friedrich Engels, Manifeste du Parti Communiste, Flammarion, 1998, 201 p. (ISBN 978-2-08-071002-4)
- (en) Archie Brown, The Rise and fall of communism, éditions Vintage Books, 2009, 720 p. (ISBN 978-1-84595-067-5)
- Romain Ducoulombier, De Lénine à Castro : Idées reçues sur un siècle de communisme, Paris, Le Cavalier bleu, 2011, 168 p. (ISBN 978-2-84670-380-2)
- François Furet, Le Passé d'une illusion : Essai sur l'idée du communisme au XXe siècle, Robert Laffont, 1995 (ISBN 978-2-221-07136-6)
- Le Livre noir du communisme (ouvrage collectif), Paris, Robert Laffont, 1997, 1104 p. (ISBN 978-2-266-19187-6)
- Le Siècle des communismes (ouvrage collectif), Paris, Éditions ouvrières / Éditions de l'Atelier, 2004 (ISBN 978-2-7578-1106-1)
- (en) Robert Service, Comrades. Communism : a World History, Pan Books, 2007, 571 p. (ISBN 978-0-330-43968-8)
- (en) David Priestland, The Red Flag : Communism and the making of the modern world, New York, Allen Lane / Penguin Books, 2009, 675 p. (ISBN 978-0-8021-4512-3)
- Alexandre Adler, Le Communisme, Paris, Presses universitaires de France, coll. « Que sais-je ? », 2001, 127 p. (ISBN 978-2-13-051451-0)

## Anticapitalisme
- Comment peut-on être anticapitaliste ?, Revue du MAUSS, 1997.
- Karl Marx, Le Capital, 1867.
- Benoît Frachon, Le grand capitalisme provocateur de crise, de désordre et de misère, Paris, Édition de la C.G.T.U, 1935 [lire en ligne]
- Collectif, Le Livre noir du capitalisme, Pantin, Le Temps des Cerises, 2002  (ISBN 2841093255)
- O. Hubert, R. van Breugel, L'anticapitalisme démocratique. Essai pour un monde sans exploitation rentière, Bénévent, 2009, 350p.,  (ISBN 978-2-7563-1095-4), [lire en ligne]
- Ludwig von Mises, La mentalité anti-capitaliste, [lire en ligne]
- Michel Vakaloulis, Jean-Marie Vincent et Pierre Zarka, Vers un nouvel anticapitalisme. Pour une politique d'émancipation, Éditions du Félin, coll. « Questions d'époque », 2003, 192 p.
- Paul Fabra, L'Anticapitalisme. Essai de réhabilitation de l'économie politique, Arthaud, 1992, 431 p.

## Anarchisme

### Histoire de l'anarchisme
- Alain Sergent, Les anarchistes, Amiot-Dumont, coll. « Visages », 1951
- Daniel Guérin, Ni Dieu, Ni Maître - Anthologie de l'anarchisme, 1965 (Éditions Maspero, puis La Découverte),  (ISBN 978-2-7071-0390-1 et 978-2-7071-3136-2)
- Arthur Lehning, De Buonarroti à Bakounine, éditions Champ libre, 1977
- Claude Harmel, Histoire de l'anarchie, des origines à 1880, illustrations, éditions Champ libre, 1984
- Alexandre Skirda, Autonomie individuelle et force collective, Les anarchistes et l'organisation de Proudhon à nos jours, Alexandre Skirda, 1987  (ISBN 978-2-9502130-0-6)
- Michel Ragon, La Mémoire des vaincus, Albin Michel, 1989  (ISBN 978-2-226-03914-9)
- Gaetano Manfredonia (Dir.), Les anarchistes et la révolution française, Paris,  éd. du ML, 1990, 314  p.
- Jean Maitron, Le mouvement anarchiste en France, Gallimard, coll. « Tel », 1992  (ISBN 978-2-07-072498-7)
- Jean Maitron, Le Mouvement anarchiste en France, tome 2 : de 1914 à nos jours, Gallimard, coll. « Tel », 1992  (ISBN 978-2-07-072499-4)
- Jean Maitron, Ravachol et les anarchistes, Gallimard, coll. « Folio-Histoire », 1992  (ISBN 978-2-07-032675-4)
- Gaetano Manfredonia, La Chanson anarchiste en France des origines à 1914 : dansons la Ravachole !, Paris; Montréal, L'Harmattan, 1997, 445 p.
- Jean-Victor Verlinde, L'Ordre mon cul ! La liberté m'habite. , L'esprit frappeur (no 89), 2000  (ISBN 978-2-84405-209-4)
- Gaetano Manfredonia, L'anarchisme en Europe, Paris, PUF, 2001 (Que sais-je no 3613), 127  p.
- Daniel Colson, Petit lexique anarchiste de Proudhon à Deleuze, Le Livre de poche, coll. « Le Livre de poche », 2001  (ISBN 978-2-253-94315-0)
- Claude Faber, L'anarchie, une histoire de révoltes, Milan, coll. « Les essentiels Milan », 2002  (ISBN 978-2-7459-0580-2)
- Pierre Miquel, Les @narchistes, Albin Michel, 2003  (ISBN 978-2-226-13619-0)
- Sylvain Boulouque, Les anarchistes français face aux guerres coloniales (1945 - 1962), 2003, 120  p.  (ISBN 978-2-905691-82-8)
- Normand Baillargeon, L'ordre moins le pouvoir : histoire et actualité de l'anarchisme, Agone, coll. « Mémoires Sociales », 2004  (ISBN 978-2-910846-29-9)
- Collectif, Et pourtant ils existent ! : 1954-2004, Le Monde libertaire a 50 ans, Le cherche midi, coll. « Documents », 2004  (ISBN 978-2-7491-0295-5)
- Jean Préposiet, Histoire de l'anarchisme, Tallandier, coll. « APPROCHES », 2005  (ISBN 978-2-84734-190-4)
- Martin Breaugh, L'expérience plébéienne. Une histoire discontinue de la liberté politique, Paris, Éditions Payot-Rivages, 2007
- Gaetano Manfredonia, Anarchisme et changement social: insurectionnalisme, syndicalisme, éducationnisme-réalisateur, Lyon, Atelier de création libertaire, 2007, 347  p.
- Victor Basch, L'Individualisme anarchiste, reed. Archives Kareline, 2008
- René Schérer, Nourritures anarchistes. L'anarchisme explosé, Hermann, 2009
- Vivien Bouhey (préf. Philippe Levillain), Les anarchistes contre la République : contribution à l'histoire des réseaux (1880-1914), Rennes, Presses universitaires de Rennes, coll. « Histoire », 2008, 491 p. (ISBN 978-2-7535-0727-2, présentation en ligne), [présentation en ligne].
- Édouard Jourdain, L'anarchisme, Paris, La Découverte, coll. Repères, 2013[1],[2], 125 pages, présentation en ligne.

### Littérature anarchiste

#### Textes anciens
- James Guillaume, L'Internationale, documents et souvenirs, présentation par Marc Vuilleumier. Premier volume: 1864-1872. Second volume: 1872-1878. Paris, éditions Gérard Lebovici, 1985  (ISBN 978-2-85184-154-4)
- Michel Bakounine, Œuvres complètes, présentées et annotées par Arthur Lehning, huit volumes reliés, Champ libre, 1973-1982.
- Élisée Reclus, L'anarchie, Paris, Les Temps nouveaux, 1896 [lire en ligne]
- Errico Malatesta, Entre paysans, Paris, Les Temps nouveaux, 1897 [lire en ligne]
- Georges Etiévant, Déclarations / de G. Etievant, Paris, Les Temps nouveaux, 1898 [lire en ligne]
- Élisée Reclus, À mon frère le paysan, Paris, Les Temps nouveaux, 1899 [lire en ligne]
- Joseph Déjacque, L'humanisphère, Paris, Les Temps nouveaux, 1899 [lire en ligne]
- Ferdinand Domela Nieuwenhuis, L'éducation libertaire: conférence, Paris, Les Temps nouveaux, 1900 [lire en ligne]
- Ferdinand Domela Nieuwenhuis, Le militarisme et l'attitude des anarchistes et socialistes révolutionnaires devant la guerre, Paris, Les Temps nouveaux, 1901 [lire en ligne]
- Léonard, Le tréteau électoral: farce politique et sociale contre tous les candidats, Paris, Les Temps nouveaux, 1902 [lire en ligne]
- Pierre Kropotkine, Communisme et anarchie, Paris, Les Temps nouveaux, 1903 [lire en ligne]
- René Chaughi, Les trois complices, Paris, Les Temps nouveaux, 1912 [lire en ligne]
- Pierre Kropotkine, Le principe anarchiste, Paris, Les Temps nouveaux, 1913 [lire en ligne]
- Pierre Kropotkine, La loi et l'autorité, Paris, Les Temps nouveaux, 1913 [lire en ligne]

#### Textes contemporains
- Joseph Déjacque, À bas les chefs !, textes établis et annotés par Valentin Pelosse, éditions Champ libre, 1971).
- David Friedman, The Machinery of Freedom, 1971, traduit en français en 1992 par Françoise Liégeois, sous le titre Vers une société sans État, éditions des Belles Lettres.
- Jacques Cellard, Sous les plis du drapeau noir. Libertad, ce signe de contradiction, Le Monde, 2 juillet 1976.
- Protestation devant les libertaires du présent et du futur sur les capitulations de 1937 par un « Incontrôlé » de la Colonne de fer, traduit de l'espagnol par Guy Debord et Alice Becker-Ho, édition bilingue, Champ Libre, 1979. [lire en ligne]
- Murray Rothbard, L'Éthique de la Liberté, 1982, traduit en français en 1991 aux éditions des Belles Lettres sous le titre L'éthique de la liberté.
- René Laplanche, Le mouvement libertaire dans l'Allier au début du siècle (XX°), Le monde libertaire, no 489, 1983.
- Jacques Ellul, Anarchie et christianisme, Atelier de création libertaire 1988 3e éd., La Table ronde, 2001  (ISBN 978-2-710-30880-5)
- Theodore Kaczynski, (dit Unabomber), La Société industrielle et son avenir, éditions de l'Encyclopédie des Nuisances, 1998  (ISBN 2910386074)
- Éloge de l'anarchie par deux excentriques chinois. Polémiques du troisième siècle, traduit et présenté par Jean Levi, éditions de l'Encyclopédie des Nuisances, 2004.
- Albert Libertad, Le Culte de la charogne. Anarchisme, un état de révolution permanente (1897-1908), Éditions Agone, 2006.  (ISBN 978-2-7489-0022-4) (voir la page consacrée au livre sur le site de l'éditeur). La préface d'Alain Accardo La colère du juste ainsi que deux textes de Libertad issus du volume, Le criminel et Le bétail électoral, sont consultables en ligne.
- Miguel Amoros, Durruti dans le labyrinthe, traduit de l'espagnol par Jaime Semprun, éditions de l'Éditions de l'Encyclopédie des Nuisances, 2007.
- Nestor Makhno, Mémoires et écrits, Paris, éditions Ivrea, 2009.  (ISBN 978-2-85184-286-2)
- « A cerclé, histoire véridique d’un symbole » - Éditions alternatives, 128 pages.
- Miguel Amoros, Les Situationnistes et l'Anarchie, Éditions de la Roue, 2012.  (ISBN 978-2-9541154-0-5)

### Sources historiques
- Increvables anarchistes: histoire(s) de l’anarchisme des anarchistes, et de leurs foutues idées au fil de 150 ans du « Libertaire » et du « Monde Libertaire », Éditions Alternative libertaire, Groupe Louise Michel et la Fédération anarchiste, 10 brochures[3].
- L'œuvre des auteurs suivants : Mikhaïl Bakounine, Pierre Kropotkine, Emile Pouget, Sébastien Faure, Élisée Reclus, Errico Malatesta, Joseph Déjacque, etc.